# Auguste de Jonghe d'Ardoye
Auguste de Jonghe d'Ardoye, né à Gand le 17 août 1783 et mort à Bruxelles le 6 avril 1868, est un homme politique belge.

## Fonctions et mandats
- Membre du Sénat belge : 1831-1848

## Sources
- Carl BEYAERT, Le congrès national. Biographies des membres du congrès national et du gouvernement provisoire, 1830-1831, Brussel, Van Oest, 1930, 53.
- Oscar COOMANS DE BRACHÈNE, État présent de la noblesse belge, Annuaire 1991, Brussel, 1991.
- Jean-Luc DE PAEPE en Christiane RAINDORF-GERARD, Le Parlement belge, 1831-1894. Données biographiques, Brussel, Académie royale des sciences, des lettres et des beaux-arts de Belgique, 1996.